# Middelfart (općina)
Middelfart je općina u danskoj regiji Južna Danska.

## Zemljopis
Općina se nalazi u zapadnom dijelu otoka Fyna, prositire se na 299,93 km2.

## Stanovništvo
Prema podacima o broju stanovnika iz 2010. godine općina je imala 37.661 stanovnika, dok je prosječna gustoća naseljenosti 125,56 stan/km2. Središte općine je grad Middelfart.

### Naselja
| Veća naselja u općini |            |                    |
| Br.                   | Naselje    | Stanovnika (2010.) |
| 1                     | Middelfart | 14.589             |
| 2                     | Strib      | 4.406              |
| 3                     | Nørre Aaby | 2.894              |
| 4                     | Ejby       | 1.994              |
| 5                     | Gelsted    | 1.691              |
| 6                     | Brenderup  | 1.383              |
| 7                     | Båring     | 923                |
| 8                     | Harndrup   | 632                |
| 9                     | Kauslunde  | 553                |
| 10                    | Fjelsted   | 315                |

## Vanjske poveznice
- Službena stranica općine